# Mario Party: Island Tour
Mario Party: Island Tour (яп. マリオパーティーアイランドツアー Марио Па:ти: Айрандо Цуа:) — игра-вечеринка для Nintendo 3DS. Это тринадцатая игра в серии Mario Party и третья игра для портативной консоли. Игра была анонсирована на презентации Nintendo Direct 17 апреля 2013 года. Mario Party: Island Tour была выпущена 22 ноября 2013 года в Северной Америке, 17 января 2014 года — в Европе и Австралии и 20 марта 2014 года — в Японии.

## Геймплей
В геймплейном плане Mario Party: Island Tour похожа на прошлую игру серии — Mario Party 9. При бросках виртуального кубика, игрок продвигается на игровом поле и запускает мини-игры, в которые можно играть в любое время, даже когда их нет на игровом поле. Игра поддерживает дополненную реальность и StreetPass. Карты дополненной реальности заменили специальные кости из Mario Party 9, а также конфеты из Mario Party 8. Настольные игры будут иметь различные жанры, такие как космические гонки или стратегия.

## Отзывы
| Сводный рейтинг | Сводный рейтинг |
| Агрегатор       | Оценка          |
| --------------- | --------------- |
| GameRankings    | 59,00 %         |